# Элоранта, Войтто Викторович
Войтто Викторович Элоранта (6 июля 1876 — 9 ноября 1922) — финский школьный учитель, журналист и политик. 
Являлся членом парламента Финляндии с 1907 по 1908 год и с 1909 по 1911 год, представляя Социал-демократическую партию Финляндии (СДП). В 1918 году, во время Гражданской войны в Финляндии, был членом штаба Центрального фронта красных. После распада Финской социалистической рабочей республики Элоранта бежал в Советскую Россию, где был одним из основателей Коммунистической партии Финляндии (КПФ). В конце концов он присоединился к внутренней оппозиции КПФ и в 1922 году, после инцидента в клубе Куусинена, когда восемь финских коммунистов были застрелены членами партийной оппозиции, он был приговорен советским трибуналом к смертной казни по обвинению в том, что он был главным зачинщиком инцидента. Расстрелян в 1923 году.
Элоранта был женат на драматурге Эльвире Вильман, также казненной в России.